# Dve zjensjjiny
Dve zjensjjiny (russisk: Две женщины) er en spillefilm fra 2015 af Vera Glagoleva.

## Medvirkende
- Anna Vartanjan-Astrakhantseva som Natalja Petrovna Islajeva
- Ralph Fiennes som Mikhail Aleksandrovitj Rakitin
- Aleksandr Balujev som Arkadij Sergeitj Islajev
- Sylvie Testud som Jelisaveta Bogdanovna
- Anna Levanova som Verotjka